# Коморув (Варшавський-Західний повіт)
Коморув (пол. Komorów) — село в Польщі, у гміні Кампінос Варшавського-Західного повіту Мазовецького воєводства.
Населення — 308 осіб (2011).
У 1975-1998 роках село належало до Варшавського воєводства.

## Демографія
Демографічна структура станом на 31 березня 2011 року:
|          | Загалом | Допрацездатний вік | Працездатний вік | Постпрацездатний вік |
| -------- | ------- | ------------------ | ---------------- | -------------------- |
| Чоловіки | 149     | 37                 | 93               | 19                   |
| Жінки    | 159     | 41                 | 87               | 31                   |
| Разом    | 308     | 78                 | 180              | 50                   |